# Дитрих, Мария Николаевна
Мари́я Никола́евна Ди́трих (1876—1942) — русская националистка, поэтесса, председательница Совета Союза Русских женщин, член Русского Собрания.

## Биография
Происходила из графского рода де Рошфо́р. Её родственники (отец, брат и муж) также принимали участие в национально-монархическом движении. Член Императорского Санкт-Петербургского Археологического института, занималась исследованием кустарного производства в России, русской одежды, личности Ивана Грозного. Участвовала в создании Книги русской скорби. В 1910 году Союз Русский женщин был преобразован в «Союз русских женщин в помощь самобытному кустарному делу» и стал выпускать журнал «Кустарь», редактором которого была М. Н. Дитрих. В 1917 году Союз был запрещён, и сведения о Марии Дитрих с этого времени отсутствуют.
Издала под псевдонимом «Графиня Мария» поэтический сборник «Для немногих» (1905).

## Семья
- Муж — А. И. Дитрих, архитектор, действительный статский советник.

## Выступления с докладами
- «Первый Царь» (об Иоанне Грозном), 1910;
- «Кустарное гончарство в Полтавской губернии», 1910;
- «История русской одежды с XI в. до преобразований Петра Великого», 1912
- «Происхождение птицы Сирина в русском орнаменте», 1911—1912[3]
- «О кустарном промысле, как хранителе народной самобытности»[3]

## Произведения
- Дитрих М. Н. Русская женщина великокняжеского времени / [Соч.] Марии Николаевны Дитрих, чл. Спб. археол. ин-та. — СПб.: Гос. тип., 1904. — [4], 39 с.
- Дитрих М. Н. Для немногих. Стихотворения. — СПб, 1905.
- Дитрих М. Н. Первый царь. — СПб., 1910.
- Собрание рисунков старинных кустарных изделий из дерева и железа Ярославской губернии. Рисунки М. Дитрих. — СПб., 1912.
- Дитрих М. Н. Анна Ярославна, французская королева. Исторический очерк. — СПб., 1914.